# Северен сото
Северен сото (Sesotho sa Leboa) е сото-тсвана език, говорен от около 4,7 милиона души, главно в североизточната част на Южноафриканската република.
Това е езикът на етническата група педи, живеещи предимно в провинциите Лимпопо, Гаутенг и Мпумаланга, и е петият най-разпространен език в страната. Книжовната форма използва като писменост латиницата, с няколко диакритични знака, като š за обозначаване на звука [ʃ].
Известен диалект на северен сото е езикът сепеди.